# Илон Маск (биографија)
Илон Маск (енгл. Elon Musk) је ауторизована биографија бизнисмена Илона Маска. Књигу је написао Волтер Ајзаксон (енгл. Walter Isaacson), бивши руководилац CNN-а, TIME- а и Института Аспен, који је претходно написао најпродаваније биографије Бенџамина Френклина, Алберта Ајнштајна, Стива Џобса и Леонарда да Винчија. Књига је објављена 12. септембра 2023. године од стране издавачке куће Simon &amp; Schuster .  Српско издање објавила је издавачка кућа Лагуна 2024. године у преводу Горана Скробоње.
Интимна биографија најфасцинантнијег и најконтроверзнијег иноватора нашег доба – визионара који крши правила и који је помогао свету да уђе у еру електричних возила, приватног истраживања свемира и вештачке интелигенције. 

## Позадина
Илон Маск је први пут објавио да је Ајзаксон у процесу писања његове биографије у августу 2021. године. Открио је да га је Ајзаксон пратио „неколико дана до тада“. 
Ајзаксон је пратио Маска наредне две године, посећујући његове фабрике SpaceX и Tesla и присуствујући састанцима управног одбора. Књига је резултат вишесатних интервјуа са Маском и његовом породицом, пријатељима, колегама и противницима. Ајзаксон је био присутан када је Маск одлучио да купи Твитер и да води своју нову компанију за вештачку интелигенцију; Маск је такође поделио поруке украјинског министра Михаила Федорова, а неке су укључене у књигу. Ајзаксон је касније у једном интервјуу рекао да је „Илон веома променљив, али ми никада није рекао да ништа не уносим у књигу.“

### Захтев за деактивацију кримског Старлинк покривања
Међу открићима у књизи био је и извештај да је Маск наредио Старлинку да онемогући приступ украјинским дроновима 2022. године, током руске инвазије на Украјину, спречавајући напад на руске ратне бродове на Криму.  Маск је негирао ову тврдњу, рекавши да сателити у региону нису били укључени и да је он одлучио да их не активира.    Тврдња из биографије изазвала је неколико оптужби против Маска због намерног ометања операције.  Ајзаксон је касније повукао своју тврдњу као грешку, јер Крим није имао покривеност Старлинка пре напада, слично као ни друге територије Украјине које је окупирала Русија. 
Вашингтон пост, који је објавио Ајзаксонов чланак, исправио је да је „након објављивања ове адаптације аутор сазнао да је његова књига погрешно окарактерисала покушај напада украјинских дронова на руску флоту на Криму. Маск је већ онемогућио („ геооградио “) покривеност унутар 100 км од кримске обале пре почетка напада, а када су Украјинци то открили, замолили су га да активира покривеност, а он је одбио.“  Гардијан и CNN су такође додали фусноту како би исправили тврдњу.  
Ајзаксон је исправио своју тврдњу и појаснио да је Илон Маск рекао да је политикао забрани коришћење Старлинка за напад на Крим спроведена раније од ноћи украјинског напада, док Украјинци нису знали за то.  Украјински генерал Кирило Буданов изјавио је да „није сигуран да је Илон Маск користио нека митска дугмад и зауставио кретање неких уређаја. Ово је моје лично мишљење. Чињеницу да Старлинк системи нису радили одређено време у близини Крима, могу апсолутно да потврдим, јер смо и ми користили одређену технику. Одмах смо схватили да тамо једноставно нема покривености“.  

## Рецепција
Пре објављивања, књига је била на врху Амазонове листе бестселера. Дебитовала је на првом месту листе бестселера публицистике Њујорк тајмса за недељу која се завршила 16. септембра 2023. 
Критичарка Њујорк тајмса Џенифер Салај је написала: „Ајзаксон [...] је стрпљиви хроничар опсесије; у случају Маска, он повремено може деловати превише стрпљиво.“ 
Брајан Мерчант из Лос Анђелес Тајмса критиковао је Ајзсонов формат биографије „великог човека“ као изузетно застарео и замерио је његовом упорном представљању Маска као „ћудљивог, али бриљантног светског покретача“, написавши: „Аутор ће открити неласкаве личне анегдоте и поделити приче о способности субјекта да буде окрутан. Заузврат, величина субјекта биће третирана као претпоставка.“ 
У часопису Гардијан, Гари Штајнгарт назвао је књигу „досадном, неувидљивом оградом“ и критиковао аутора, написавши: „Нисам ценио Ајзаксонов суд. Скептик према вакцинама Џо Роган је 'стручан'. Масков хумор – избацио је 'w' из Твитер знака у Сан Франциску јер је 'tit' тако инхерентно смешно – има 'много нивоа'. Линда Јакарино, Маскова готово комично неспретна извршна директорка компаније X-nee-Twitter, је 'злобно паметна'.“ 
Констанс Грејди из Вокса је такође критиковала књигу. Иако је писала да је то „строго књига репортажа“ и да је „[Ајзсоново] извештавање ригорозно и упорно“, рецензент је приметио да књига „поставља сва погрешна питања“. 

Џил Лепор из часописа Њујоркер написала је да „Ајксонова нова биографија приказује човека који поседује више моћи од скоро било које друге особе на планети, али делује отуђено од самог човечанства“. Рецензент је крај књиге сматрао „узнемирујућим за читање“: 
„Понекад су велики иноватори деца која траже ризик и опиру се одвикавању од пелена“, закључује Исаксон у последњим редовима своје биографије о Маску. „Они могу бити непромишљени, непријатни, понекад чак и токсични. Такође могу бити луди. Довољно луди да мисле да могу променити свет.“
Критичарка листа „The Verge“, Елизабет Лопато, критиковала је књигу и Ајзаксона, написавши да је, поводом недостатка извора за наводе о искључењу Старлинка, могло бити одржано више интервјуа, али да је „Ајзаксон одлучио да то не учини“ и „одустао“ на друштвеним мрежама када је Маск оспорио, а истовремено је навела да Ајзаксон није дубље копао и да је изоставила детаље како би „Масков мит остао нетакнут“. 

### Критика Вивијан Вилсон
У интервјуу за NBC News, Вивијан Вилсон, Масково најстарије отуђено дете, критиковала је књигу као нетачну и неправедну према њој, описујући је као „радикалну марксисткињу“, што она побија, и називајући је „Џеном“. Ајзаксон је своју тврдњу добио од Кристијане Маск, супруге Илоновог брата Кимбала Маска, али никада није контактирао Вивијан пре него што је објавио тврдње. Ајзаксон тврди да ју је контактирао преко чланова породице. 
У серији објава на Threads у августу, Вилсон је рекла да је Ајзаксон никада није контактирао и описала је књигу као „истински клеветничку“, рекавши да је намерно избегла укључивање било каквог њеног сведочења; у корист тривијализације њеног транс идентитета и погрешног тумачења њених разлога за раздвајање како би је представила као „наивну“, „глупу“ и „непоправљиво људско биће“ како би представила њено постојање као „позадинску причу о негативном пореклу“ за десно политичко окретање њеног оца.  
Тин Вог је касније описао свој приказ Вилсонове као „љутог, бунтовног детета, заслепљеног радикалном антикапиталистичком идеологијом и које повређује свог оца својим исхитреним одлукама“, а када је упитана о томе, Вилсонова је изјавила да је „имао агенду када је писао своју књигу, а то је било да Илона представи као доброг, или сложенијег него што јесте. Да би то урадио, морао је да представи транс тинејџера као негативца и да изгледа као да постоје две разумне стране приче“. 

## Филмска адаптација
Дана 10. новембра 2023. године објављено је да је А24 купио филмска права за адаптацију коју ће режирати Дарен Аронофски.   